# Pobres Rico
Pobres Rico est une telenovela colombienne diffusée en 2012-2013 sur RCN Televisión.

## Acteurs et personnages

### Los Rico
- Gonzalo Rico (Juan Pablo Raba (en))
- Ana María Fernández de Rico (María Elena Döering)
- Alejandro Rico (Antonio Sanint)
- Gustavo Rico (Carlos Torres)
- Gabriela Rico (Maria Dalmazzo)
- Ester Blanco Viuda de Rico (Constanza Duque)

### Los Siachoque
- Mariela Siachoque (Paola Rey)
- Carlos Siachoque (Diego Vásquez)
- Jhon Alexis Siachoque (Camilo Trujillo)
- Yusmary Siachoque (Vanesa Tamayo)
- Nicolás Rico Siachoque (Santiago Prieto)

### Autres personnages
- Helena Téllez (Alina Lozano)
- Omar (Gustavo Angarita)
- Patricia Rubio (Alejandra Azcárate)
- Lily (Martha Isabel Bolaños)
- Salomón Ladino (Carlos Hurtado)
- Felipe Reyes (Gabriel Ochoa)
- Carmenza (Luisa Fernanda Giraldo)
- Lourdes (Jennifer Stteffens)
- Gilberto Chamorro (Rodolfo Silva)
- Alberto Henao (Santiago Bejarano)
- Diego Armando León (Juan Manuel Alzate)
- Troncoso (Mauricio Donado)
- Begoña (Adelaida Buscató)
- El Conde (Papa de Begoña) (Alejandro Navarro)
- Janny Hang (Vivi Kim)

## Diffusion internationale
- RCN Televisión
- MundoFOX
- MundoFOX
- TC Televisión
- Televen
- Televicentro de Nicaragua
- Red ATB
- Canal 3
- Antena Latina
- Repretel
- TCS Canal 4

## Versions
- Qué pobres tan ricos (Televisa, 2013-2014), avec Zuria Vega et Jaime Camil
- Broke (CBS, 2020), avec Jaime Camil, Pauley Perrette, Natasha Leggero, Izzy Diaz et Antonio Raul Corbo

### Sources
- (es) Cet article est partiellement ou en totalité issu de l’article de Wikipédia en espagnol intitulé « Pobres Rico » (voir la liste des auteurs).